# Autostrada A9 (Francja)
Autostrada A9 (fr. Autoroute A9) także La Languedocienne (Langwedocjanka) oraz la Catalane (Katalonka) – autostrada w południowo-wschodniej Francji, w ciągu tras europejskich E15 oraz E80.

## Informacje ogólne
Autostrada A 9 jest jedną z głównych autostrad Francji, stanowiącą odgałęzienie zachodnie autostrady A 7 w kierunku Montpellier i Perpignan. Stanowi też część połączenia Francji ze wschodnią Hiszpanią. Na prawie całej autostradzie istnieją trzy pasy ruchu w obu kierunkach. Całkowita długość autostrady wynosi 285 km. Operatorem odcinków płatnych jest firma ASF. Punkty poboru opłat (fr. Gare de péage) znajdują się na każdym z wjazdów/zjazdów oraz na końcach płatnych odcinków.

## Przebieg trasy
A 9 rozpoczyna się odgałęzieniem od A 7 w okolicy miasta Orange, następnie biegnie na południowy zachód, omijając od zachodu Awinion. Następnie przebiega obok miast Nîmes oraz Montpellier, omijając je od południa. Od Montpellier autostrada biegnie wzdłuż wybrzeża Morza Śródziemnego, na południowy wschód, później na południe. Za Narboną od A 9 odgałęzia się A 61, autostrada biegnie dalej na południe wzdłuż wybrzeża, omijając od zachodu Perpignan i, oddalając się od wybrzeża, przekracza w Pirenejach granicę z Hiszpanią.

## Informacje dodatkowe
Autostrada nosi zwyczajowo dwie nazwy – La Languedocienne określa odcinek Orange – Narbonne, podczas gdy od Narbonne A 9 nosi nazwę La Catalane.
A9 w okolicy Montpellier jest obecnie dość zatłoczona, z powodu funkcjonowania jako obwodnica tej aglomeracji. Z tego powodu rozpoczęto już prace przy budowie drugiego odcinka, równoległego do A 9, który ma biec między węzłami Baillargues-Vendargues i Saint-Jean-de-Védas. Nowy odcinek przyjmie nazwę A 9b i posłuży ruchowi tranzytowemu, stary zostanie nazwany A 9a i będzie obsługiwał ruch lokalny.